# Sempervivum montanum
Sempervivum montanum, de nombre común siempreviva, es una especie de la familia de las crasuláceas.

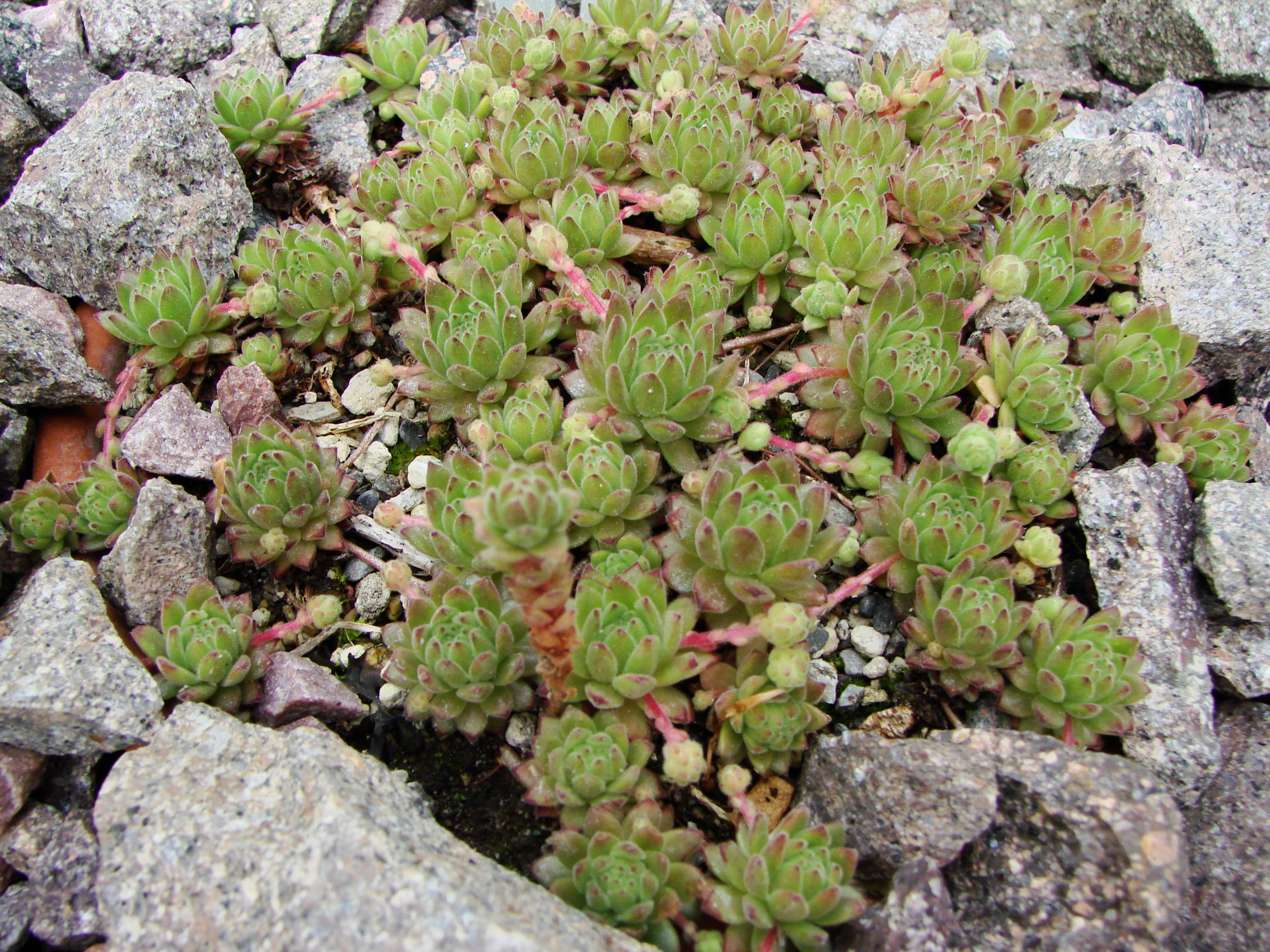
Vista de la planta en su hábitat

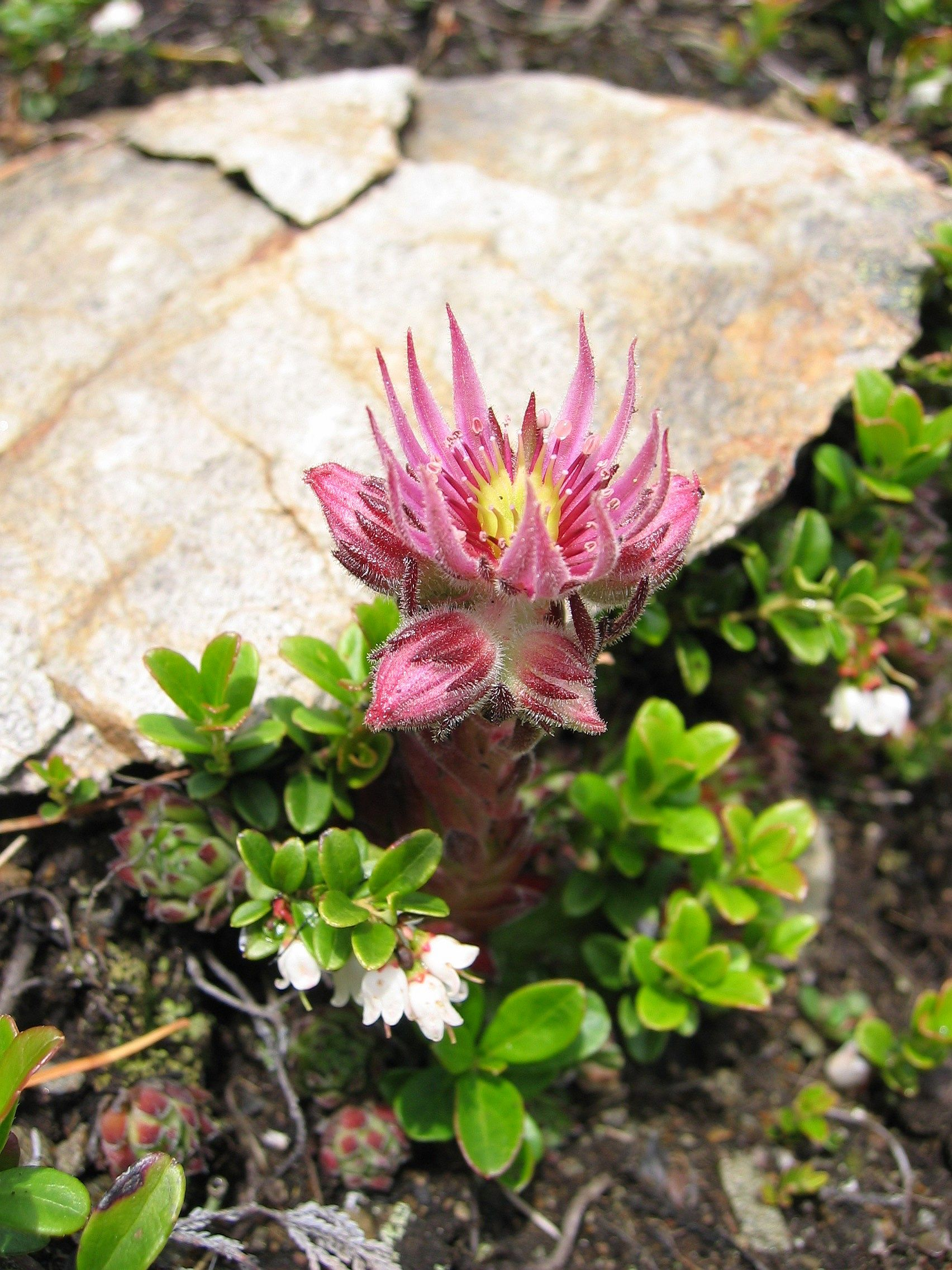
Detalle de la flor

## Descripción
Planta perenne, herbácea, cespitosa con estolones que produce rosetas hijas (similares a pequeñas alcachofas). Hojas ovales o elípticas, pelosas, verde mate, en rosetas de 20-40 mm, con olor a resina. Flores estrelladas, de 25- 30 mm, pétalos de color rojo púrpura con ápice agudo. Cada planta muere al fructificar. Florece en verano. Crece entre 1.500 y 3.100 m s. n. m. Del mismo género son Sempervivum arachnoideum y Sempervivum tectorum, esta último de más porte que las otras, puede verse en muros y tejados de viviendas.

## Distribución y hábitat
En montañas como los Pirineos, los Alpes, Cárpatos y en Córcega.
Gleras, rocas y rellanos, en terrenos pobres en cal.
Roquedos y rellanos tanto en substratos calcáreos como graníticos; entre 1.300 y 3.000 m s. n. m., Florece en verano. Sistemas montañosos del centro y sur de Europa, Córcega, Pirineos. En España en Barcelona, Gerona, Huesca, Lérida y Navarra.. La presencia de esta especie en la cordillera Cantábrica no ha podido ser confirmada, a pesar de las citas que la dan como abundante. Los materiales de herbario que testimonian tal presencia corresponden en realidad a Sempervium vicentei o a S. x giuseppii. Algunos ejemplares recolectados en el Pirineo (Lago de Bachimala, proximidades de Panticosa, (Huesca)), presentan dimensiones claramente mayores, que los aproximan muy notablemente a lo que se viene llamando Sempervivum montanum subsp. burnatii considerado hasta ahora, un endemismo de los Alpes marítimos. Sin embargo, lo escaso del material no nos permite afirmar que se trata de la misma planta; bien pudiera ser una forma anómala de la subespecie típica, que conocemos también de los alrededores de Panticosa, (Huesca).

## Subespecies
- Sempervivum montanum subsp. burnatii Wetts. in Hegi 1922
- Sempervivum montanum subsp. carpaticum
- Sempervivum montanum subsp. montanum
- Sempervivum montanum subsp. stiriacum[3]

## Taxonomía
Sempervivum montanum fue descrita por Carlos Linneo y publicado en Species Plantarum 465 1753.
Etimología
Sempervivum: nombre genérico derivada de la palabra latina calcada sobre la griega aeíz¯oon, que daba nombre, principalmente, a diversas crasuláceas.
montanum: epíteto latino que significa "que se encuentra en la montaña".
Sinonimia
- Sedum montanum (L.) E.H.L.Krause
- Sempervivum debile Schott
- Sempervivum monticolum Lamotte[7]

subsp. stiriacum (Wettst. ex Hayek) Wettst. ex Hayek
- Sempervivum braunii Funk ex W.D.J.Koch
- Sempervivum stiriacum Wettst. ex Hayek

## Nombres comunes
Matafoch, siempreviva, siempreviva de montaña.